# 11 Samodzielny Batalion Piechoty Zmotoryzowanej (Ukraina)
11 Samodzielny Batalion Piechoty Zmotoryzowanej „Ruś Kijowska” – batalion Wojsk Lądowych Ukrainy, podporządkowany 72 Krasnohradzko-Kijowskiej Samodzielnej Brygadzie Zmechanizowanej. Jako batalion obrony terytorialnej brał udział w konflikcie na wschodniej Ukrainie. Batalion stacjonuje w Białej Cerkwi w obwodzie kijowskim.

## Działania bojowe
W dniach 4-6 lipca 2014 roku batalion przetransportowano koleją do Charkowa, by już wkrótce trafił do strefy walk. Wziął udział w walkach w rejonie Słowiańska (jednostki batalionu walczyły na górze Karaczun oraz na punktach kontrolnych przy drogach prowadzących do góry). W boju zginęło dwóch żołnierzy, ranionych odłamkami po wybuchu min. 19 lipca żołnierze Kijowskiej Rusi zostali ostrzelani w obwodzie ługańskim. Następnie batalion walczył pod Debalcewem. 15 sierpnia batalion starł się tam z separatystami, a w walce zginął jego ówczesny dowódca, ppłk A. Ł. Humenjuk, oraz trzech innych żołnierzy, a około dziesięciu zostało rannych. W nocy z 18 na 19 sierpnia batalion został ostrzelany systemami Grad od strony Ługańska. Wielu żołnierzy odniosło rany, a zniszczeniu uległy zapasy żołnierzy (kosztowności, bielizna, żywność, produkty higieny). 4 września służba prasowa prezydenta Ukrainy podała, że separatyści okrążyli Kijowską Ruś pod Debalcewem w obwodzie donieckim. Niedługo później służba prasowa Operacji Antyterrorystycznej podała, że sytuacja w rejonie Debalcewego jest pod kontrolą i batalion nie jest w sytuacji krytycznej. Na dzień 10 września batalion stacjonował w rejonie miejscowości Popasna-Trojićke-Debalcewe-Wuhłehirśk-Switłodarśk-Dzerżynśk. 14 września ostrzelany został obsadzony przez batalion punkt kontrolny pod wsią Czornuchyne w obwodzie ługańskim, w wyniku czego zginął jeden żołnierz. W dniach 19-20 września Kijowska Ruś walczyła ponownie pod Debalcewem. Przez pocisk moździerzowy zniszczony został jeden z jej pojazdów. Utracono zapasy amunicji, a pięciu żołnierzy odniosło rany. 21 września snajperzy ostrzelali punkt kontrolny pod Debalcewem. Zginęło dwóch żołnierzy batalionu, kolejny zmarł od ran podczas pobytu w szpitalu. W nocy z 30 września na 1 października z misji rozpoznawczej nie powróciła czteroosobowa grupa „Bału”, a kolejnego dnia raniono jeszcze dwóch żołnierzy batalionu. 3 października dowódca wywiadu batalionu podał, że w wyniku ostrzału zniszczone zostały odebrane niedawno zapasy sprzętu i mundurów. W dniach 10-13 października batalion przeniesiono z dala od strefy walk, do Czernihowa. 13 listopada dowódca batalionu płk O. Sawycz podał, że 25% jego żołnierzy nie stawiło się do służby po urlopach, czterech podczas urlopu zaginęło, a sporządzona lista dezerterów została przekazana organom ścigania.